# Walchshof
Walchshof ist eine Ortschaft in der Marktgemeinde Lasberg im Bezirk Freistadt, Oberösterreich.
Die Ortschaft südöstlich von Freistadt liegt im Einzugsbereich der Feldaist und besteht aus mehreren landwirtschaftlichen Anwesen. Am 1. Jänner 2024 zählte die Ortschaft 264 Einwohner.

## Geschichte
Das früheste Schriftzeugnis ist von ca. 1300 und lautet „Walichshof“. Es dürfte der Männername Walh zugrunde liegen.